# Seleniolycus laevifasciatus
Seleniolycus laevifasciatus és una espècie de peix de la família dels zoàrcids i de l'ordre dels perciformes.

## Morfologia
- Els mascles poden assolir 21 cm de longitud total.[4][5]

## Hàbitat
És un peix marí i d'aigües profundes que viu entre 700-1.500 m de fondària.

## Distribució geogràfica
Es troba a l'oceà Antàrtic: Illes Shetland del Sud i Sandwich del Sud.

## Observacions
És inofensiu per als humans.